# Cầu Sakitama
Cầu Sakitama (幸魂大橋 Sakitamaōhashi) là một cây cầu đường bộ của Nhật Bản nằm trên quốc lộ 298 và cao tốc Gaikan Tokyo, nối liền Arakawa/sông Shingashi và Arakawa Adjustment Pond (Ayako) giữa Bijogi, Toda và Niikura, Wako tại Saitama Prefecture. Nó còn được gọi là Kotamabashi.